# Devianz
Als Devianz (von lateinisch deviare, deutsch vom Weg abweichen) oder abweichendes Verhalten (früher auch Verirrung) werden in Soziologie, Psychologie und Kriminologie Verhaltensweisen bezeichnet, die mit geltenden Normen und Werten nicht übereinstimmen. Delinquenz ist eine Teilmenge von Devianz. Aus der Perspektive des Etikettierungsansatzes ist abweichendes Verhalten stets Ergebnis einer Zuschreibung. In einem überkommenen Sinne wurden auch Eigenschaften und Merkmale wie etwa Behinderung und Hautfarbe als deviant bezeichnet.

## Definitionen abweichenden Verhaltens
Eine allgemein anerkannte Definition abweichenden Verhaltens gibt es in den Sozialwissenschaften nicht. Den größten gemeinsamen Nenner bildet die klassische Definition von Albert K. Cohen, nach der sich abweichendes Verhalten immer auf die Existenz einer Regel bezieht und stets mit dem Auftreten einer Handlung verknüpft ist. Bis in die 1960er Jahre war die Definition rigider: Als abweichend oder deviant wurde ein Handeln bezeichnet, das gegen gesellschaftliche Normen verstößt und von Sanktionen bedroht ist.
Kritische Devianzsoziologen nahmen die Setzung von Regeln und ihre Anwendung in den Blick und folgerten daraus, „daß gesellschaftliche Gruppen abweichendes Verhalten dadurch schaffen, daß sie Regeln aufstellen, deren Verletzung abweichendes Verhalten konstituiert“. Howard S. Becker verknappte diese Einschätzung zum berühmten Zuschreibungs-Satz: „Der Mensch mit abweichendem Verhalten ist ein Mensch, auf den diese Bezeichnung erfolgreich angewandt worden ist; abweichendes Verhalten ist Verhalten, das Menschen so bezeichnen.“ Aus derartiger Zuschreibung und Stigmatisierung kann sich, Edwin M. Lemert zufolge, sekundäre Devianz entwickeln, die Übernahme eines abweichenden Selbstbildes.

### Grundlagen
- Howard S. Becker: Außenseiter. Zur Soziologie abweichenden Verhaltens. Fischer, Frankfurt am Main 1973, ISBN 3-10-874301-5.
- Albert K. Cohen: Abweichung und Kontrolle. 4. Auflage. Juventa-Verlag, München 1975, ISBN 3-7799-0134-X.
- Edwin M. Lemert: Der Begriff der sekundären Devianz. In: Klaus Lüderssen und Fritz Sack (Hrsg.): Seminar: Abweichendes Verhalten I. Die selektiven Normen der Gesellschaft. Suhrkamp, Frankfurt am Main 1974, ISBN 3-518-27684-0, S. 433–475.
- David Matza: Abweichendes Verhalten. Untersuchungen zur Genese abweichender Identität. Quelle und Meyer, Heidelberg 1973, ISBN 3-494-00779-9.
- Edwin M. Schur: Abweichendes Verhalten und soziale Kontrolle. Etikettierung und gesellschaftliche Reaktionen. Herder und Herder, Frankfurt (Main), New York 1974, ISBN 3-585-32104-6.

### Lehrbücher
- Lothar Böhnisch: Abweichendes Verhalten. Eine pädagogisch-soziologische Einführung, Weinheim; München: Juventa-Verlag, 1999, ISBN 3-7799-1511-1.
- Bernd Dollinger und Jürgen Raithel: Einführung in Theorien abweichenden Verhaltens. Perspektiven, Erklärungen und Interventionen, Weinheim; Basel: Beltz, 2006, ISBN 978-3-407-25424-5.
- Siegfried Lamnek: Theorien abweichenden Verhaltens, Teil 1. „Klassische“ Ansätze, 10. Auflage, Paderborn: Fink, 2018, ISBN 978-3-8252-4925-0.
- Siegfried Lamnek: Theorien abweichenden Verhaltens, Teil 2, „Moderne“ Ansätze, 4. Auflage, Paderborn, Fink, 2017, ISBN 978-3-8252-4722-5.
- Helge Peters: Devianz und soziale Kontrolle. Eine Einführung in die Soziologie abweichenden Verhaltens, 3. Auflage, Weinheim; München: Juventa-Verlag, 2009, ISBN 978-3-7799-1486-0.
- Günter Wiswede: Soziologie abweichenden Verhaltens, 2. Auflage, Stuttgart, Berlin, Köln, Mainz: Kohlhammer, 1979, ISBN 3-17-004832-5.